# 阿勒兰
阿勒兰（法語：Hallering，法語發音：[alʁɛ̃]）是法国摩泽尔省的一个市镇，属于福尔巴克-布莱摩泽尔区。

## 地理
阿勒兰（49°7'10"N, 6°33'7"E）面积3.55 平方千米，位于法国大東部大區摩泽尔省，该省份为法国东北部内陆省份，是洛林的一部分，西南接默尔特-摩泽尔省，东临下莱茵省，北与卢森堡和德国接壤。
与阿勒兰接壤的市镇（或旧市镇、城区）包括：马朗日-宗德朗日、纳尔贝方丹、上维尼厄勒、齐曼。

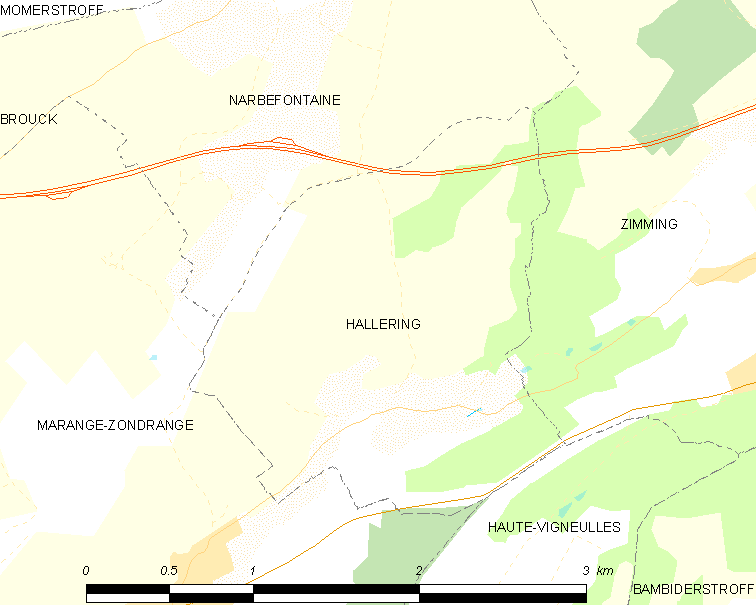
阿勒兰的OSM定位图

阿勒兰的时区为UTC+01:00、UTC+02:00（夏令时）。

## 行政
阿勒兰的邮政编码为57690，INSEE市镇编码为57284。

## 政治
阿勒兰所属的省级选区为福尔克蒙县。

## 人口

1962-2008年间阿勒兰人口变化图示

阿勒兰于2022年1月1日时的人口数量为104人。